# Sebastian Heiß
Sebastian Heiß (auch Heiss; latinisiert Sebastianus Heissius; * 1571 in Augsburg; † 20. Juli 1614 in Ingolstadt) war ein deutscher Jesuit und Kontroversist.

## Leben
Heiß wurde in Augsburg geboren und empfing dort wahrscheinlich seine frühe Bildung. Später studierte er drei Jahre an der Universität Ingolstadt Philosophie. 1591 trat er in den Jesuitenorden ein und wurde Kontroversprediger. Außerdem lehrte er ab 1599 Polemik und Metaphysik in Ingolstadt. Nachdem er 1600 dort zum Dr. theol. promoviert wurde, lehrte er Theologie am Jesuitenkolleg München sowie an der Universität Dillingen.
Heiß kehrte 1609 nach Ingolstadt zurück. Seine Lehrtätigkeit musste er 1614 aufgrund einer Erkrankung einstellen.

## Werke (Auswahl)
- Disp. theol. de cultu et invocatione sanctorum, ac veneratione sacrarum reliquiarum, atque imaginum, Henricus, München 1601. (Digitalisat)
- Sechs vnderschiedliche Gesprech Von dem allerheyligisten Sacrament dess Leibs vnd Bluts Christi, Angermeyr, Ingolstadt 1606. (Digitalisat)
- Disputatio theologica de dominio, Angermayr, Ingolstadt 1610. (Digitalisat)
- Drey kurtz erörterte Fragen, auß welche[n] gleichsamb als auß dreyen gantz hellen vorgetragnen Facklen augenscheinlich zusehen und zuerkennen, welches die wahre Kirch Christi auff Erden sey, Angermayr, Ingolstadt 1612. (Digitalisat)